# Casper Otten
Casper Otten (* vor 1891; † nach 1923) war ein deutscher Seemann. 

## Leben
Otten war in den Jahren 1891 bis 1923 Vormann der Rettungsstation auf der Nordseeinsel Langeoog. In dieser Zeit konnte er mit seiner Mannschaft insgesamt 94 Menschen aus Seenot retten. Im gleichen Zeitraum war er zudem als Bademeister auf der Insel tätig.

## Würdigung und Auszeichnungen
Ihm zu Ehren ist der Vormann-Otten-Weg auf Langeoog benannt.
Zudem trägt Casper Otten, ein Seenotrettungsboot der Deutschen Gesellschaft zur Rettung Schiffbrüchiger (DGzRS), seinen Namen.
Zu Lebzeiten wurde er bereits im Jahr 1919 für die Rettung von sieben Überlebenden der gestrandeten  finnischen Bark „Paul“ mit der silbernen Prinz-Heinrich-Medaille ausgezeichnet.